# Praha-Radotín
Praha-Radotín egy csehországi vasútállomás, Prágában.

## Megközelítés helyi közlekedéssel
- Busz:  120, 245, 255, 309, 313, 951
- Vonat:   S7

## Vasútvonalak
Az állomást az alábbi vasútvonalak érintik:
- Prága–Beroun-vasútvonal

## Szomszédos állomások
A vasútállomáshoz az alábbi állomások vannak a legközelebb:
- Praha-Velká Chuchle
- Černošice